# Раковичи (Житомирская область)
Рако́вичи (укр. Раковичі) — село на Украине, основано в XVII веке, находится в Радомышльском районе Житомирской области.
Код КОАТУУ — 1825088301. Население по переписи 2001 года составляет 222 человека. Почтовый индекс — 12260. Телефонный код — 4132. Занимает площадь 1,149 км².

## Адрес местного совета
12260, Житомирская область, Радомышльский р-н, с. Раковичи, ул. Центральная; тел. 7-92-42.